# 阿古智子
阿古 智子（あこ ともこ、1971年〈昭和46年〉5月28日 - ）は、日本の社会学者。専門は現代中国研究。東京大学大学院総合文化研究科国際社会科学専攻相関社会科学講座教授、現代中国学会理事長。大阪府出身。

## 略歴
- 1990年 - 大阪府立八尾高等学校卒業[1]
- 1994年 - 大阪外国語大学外国語学部中国語学科卒業[2]
- 1996年 - 名古屋大学大学院国際開発研究科修士課程修了[2]、修士（国際開発学）[3]
- 2001年 - 外務省在中華人民共和国日本国大使館専門調査員[4]
- 2003年 - 香港大学教育学系大学院博士課程修了、Ph.D.（教育学博士）[3][2][4]、姫路獨協大学外国語学部中国語学科助教授[4]
- 2007年 - 学習院女子大学国際文化交流学部准教授[4]
- 2009年 - 早稲田大学国際教養学部准教授[2]
- 2013年 - 東京大学大学院総合文化研究科准教授[5]
- 2020年 - 東京大学大学院総合文化研究科教授[5]
- 2022年 - 現代中国学会理事長[6]

## 人物・受賞
- 『ニューズウィーク』が「世界が尊敬する日本人100人」という特集で取り上げている[7]。
- 第24回（2023年）正論新風賞[8]（フジサンケイグループ（産経新聞）主催）を受賞。

## 著書
- 『貧者を喰らう国 : 中国格差社会からの警告』新潮社 2009
- 『焦点中国 : 中国語中級テキスト』白帝社 2011
- 『勃興する「民」』東京大学出版会 2016
- 『21世紀の中国』かもがわ出版 2017
- 『香港あなたはどこへ向かうのか』出版舎ジグ 2020

### 編集
- 『変容する中華世界の教育とアイデンティティ』国際書院 2017
- 『東アジアの刑事司法、法教育、法意識 : 映画『それでもボクはやってない』海を渡る』現代人文社 2019
- 『香港国家安全維持法のインパクト : 一国二制度における自由・民主主義・経済活動はどう変わるか』日本評論社 2021

### 翻訳
- 『比較教育研究 : 何をどう比較するか』上智大学出版 2011